# Pervazivni razvojni poremećaj neodređen
Pervazivni razvojni poremećaj neodređen je jedan od poremećaja iz skupine pervazivnih razvojnih poremećaja i autističnog spektra
PRP neodređen se dijagnosticira kada postoje kriteriji za općenitu skupinu pervazivnih poremećaji, ali se konkretno ne može odrediti točnija kategorija u skupini. Po svom intenzitetu je obično slabiji od autizma i ima simptome slične autizmu, s time da su neki od simptoma prisutni a neki nisu.